# Campeonato Mundial de Halterofilismo de 2022 - Até 64 kg feminino
A categoria até 64 kg feminino foi um evento do Campeonato Mundial de Halterofilismo de 2022, disputado em Bogotá, na Colômbia, no dia 10 de dezembro de 2022.

## Calendário
Horário local (UTC-5)
| Dia            | Horário | Fase    |
| -------------- | ------- | ------- |
| 10 de dezembro | 16:30   | Grupo B |
| 10 de dezembro | 19:00   | Grupo A |

## Medalhistas
| Evento    | Ouro            | Ouro   | Prata                    | Prata  | Bronze                   | Bronze |
| --------- | --------------- | ------ | ------------------------ | ------ | ------------------------ | ------ |
| Arranque  | Pei Xinyi (CHN) | 105 kg | Natalia Llamosa (COL)    | 101 kg | Rattanawan Wamalun (THA) | 101 kg |
| Arremesso | Pei Xinyi (CHN) | 128 kg | Rattanawan Wamalun (THA) | 126 kg | Natalia Llamosa (COL)    | 123 kg |
| Total     | Pei Xinyi (CHN) | 233 kg | Rattanawan Wamalun (THA) | 227 kg | Natalia Llamosa (COL)    | 224 kg |

## Recordes
Antes desta competição, o recorde mundial da prova era o seguinte:
| Recorde         | Tipo      | Atleta         | Peso   | Local   | Data                   |
| Recorde Mundial | Arranque  | Deng Wei (CHN) | 117 kg | Tianjin | 11 de dezembro de 2019 |
| Recorde Mundial | Arremesso | Deng Wei (CHN) | 145 kg | Pattaya | 22 de setembro de 2019 |
| Recorde Mundial | Total     | Deng Wei (CHN) | 261 kg | Pattaya | 22 de setembro de 2019 |

## Resultado
Os resultados foram os seguintes.
| Pos.              | Atleta                    | Grupo | Arranque (kg) | Arranque (kg) | Arranque (kg) | Arranque (kg)     | Arremesso (kg) | Arremesso (kg) | Arremesso (kg) | Arremesso (kg)    | Total |
| Pos.              | Atleta                    | Grupo | 1             | 2             | 3             | Resultado         | 1              | 2              | 3              | Resultado         | Total |
| ----------------- | ------------------------- | ----- | ------------- | ------------- | ------------- | ----------------- | -------------- | -------------- | -------------- | ----------------- | ----- |
| Medalha de ouro   | Pei Xinyi (CHN)           | A     | 100           | 103           | 105           | Medalha de ouro   | 125            | 128            | 135            | Medalha de ouro   | 233   |
| Medalha de prata  | Rattanawan Wamalun (THA)  | A     | 97            | 101           | 104           | Medalha de bronze | 126            | 129            | 129            | Medalha de prata  | 227   |
| Medalha de bronze | Natalia Llamosa (COL)     | A     | 101           | 103           | 104           | Medalha de prata  | 121            | 123            | 127            | Medalha de bronze | 224   |
| 4                 | Ana Lilia Durán (MEX)     | A     | 92            | 96            | 99            | 5                 | 122            | 122            | 126            | 5                 | 221   |
| 5                 | Julieth Rodríguez (COL)   | A     | 99            | 102           | 102           | 4                 | 121            | 121            | 124            | 6                 | 220   |
| 6                 | Sarah Cochrane (AUS)      | A     | 93            | 98            | 101           | 6                 | 113            | 113            | 118            | 12                | 211   |
| 7                 | Daniela Gherman (SWE)     | A     | 91            | 94            | 96            | 7                 | 111            | 114            | 115            | 10                | 211   |
| 8                 | Ganzorigiin Anuujin (MGL) | A     | 94            | 94            | 102           | 9                 | 115            | 119            | 125            | 9                 | 209   |
| 9                 | Zoe Smith (GBR)           | A     | 88            | 91            | 91            | 12                | 118            | 122            | 124            | 7                 | 209   |
| 10                | Kiana Elliott (AUS)       | B     | 90            | 93            | 95            | 8                 | 108            | 108            | 111            | 13                | 206   |
| 11                | Akane Yoshida (JPN)       | B     | 87            | 91            | 91            | 14                | 110            | 115            | 120            | 8                 | 202   |
| 12                | Marit Årdalsbakke (NOR)   | B     | 88            | 91            | 94            | 11                | 105            | 105            | 109            | 16                | 196   |
| 13                | Anni Vuohijoki (FIN)      | B     | 87            | 89            | 90            | 13                | 106            | 110            | 111            | 15                | 193   |
| 14                | Alexa Mina (LBN)          | B     | 80            | 83            | 86            | 15                | 100            | 104            | 107            | 17                | 187   |
| 15                | Helena Rønnebæk (DEN)     | B     | 80            | 83            | 86            | 16                | 102            | 106            | 107            | 18                | 185   |
| 16                | Ivana Gorišek (CRO)       | B     | 73            | 77            | 80            | 17                | 88             | 93             | 93             | 19                | 170   |
| 17                | Delice Adonis (GUY)       | B     | 58            | 63            | 66            | 18                | 70             | 75             | 80             | 20                | 141   |
| 18                | Lydia Nakkide (UGA)       | B     | 55            | 60            | 60            | 19                | 70             | 75             | 75             | 21                | 130   |
| —                 | Vicky Graillot (FRA)      | A     | 89            | 92            | 94            | 10                | 115            | 116            | 116            | —                 | —     |
| —                 | Phạm Thị Hồng Thanh (VIE) | A     | 100           | 100           | 101           | —                 | 115            | 119            | 123            | 4                 | —     |
| —                 | Mariia Hanhur (UKR)       | A     | 99            | 99            | 99            | —                 | 114            | 118            | 118            | 11                | —     |
| —                 | Mako Yamamoto (JPN)       | B     | 88            | 88            | 88            | —                 | 106            | 108            | 108            | 14                | —     |
| —                 | Alexandra Escobar (ECU)   | B     | —             | —             | —             | —                 | —              | —              | —              | —                 | —     |